# Веселий Роджер

«Веселий Роджер» Едварда Інгленда

Веселий Роджер (англ. Jolly Roger) — піратський чорний прапор з черепом людини і кістками. Цей прапор, поряд з десятками інших, використовувався піратами в XVII—XVIII ст. Єдиного піратського прапора не існувало. Проте в культурі XIX—XXI ст. саме чорний прапор з черепом і схрещеними кістками найчастіше асоціювався з піратством.

## Піратські прапори
Одним з перших піратів, який використовував прапор «Веселий Роджер» у версії, схожій на ту, що пізніше стала "класичною" був Еммануель Вінн.
Його прапор включав в себе також зображення пісочного годинника, що означало «ваш час витікає». Стід Боннет також використовував модифікацію цього прапора. У його варіанті кістка була одна, а з боків від черепа додавалися серце і кинджал.

## Походження назви
За однією з версій, «Веселий Роджер» походить від французького «Joyeux Rouge» (яскраво-червоний). Це був прапор криваво-червоного кольору, — кольори війни. Корсари, які були зобов'язані піднімати державні прапори, під час атаки використовували чорний сигнальний прапор, який означав пред'явлення ультиматума. Якщо супротивник не здавався, корсари піднімали червоний прапор. Пізніше англійці переробили «Rouge» у більш звичне для них слово «Roger», а «Joyeux» в «Jolly», тобто «Веселий».
Не менш правдоподібною виглядає інша версія. Під час епідемії чуми, холери чи іншої смертельної хвороби, на кораблях піднімали спеціальний прапор — дві діагональні білі смуги на чорному тлі. Це був знак іншим кораблям триматися осторонь, і пірати нерідко використовували його для залякування і щоб уникнути нападу з боку потужних військових кораблів. З часом білі смуги трансформувалися в схрещені кістки.
Третя версія виникнення Веселого Роджера пов'язана з тамільськими піратами. Вони промишляли у водах Індійського і Тихого океанів і називали самі себе «Алі раджа» — володарі моря. Це словосполучення також співзвучно англійському «Веселий Роджер».
Четверта версія свідчить, що піратський прапор отримав свою назву від словосполучення «Old Roger», яке було одним з імен диявола. Надалі слово «старого» могло перетворитися на «Jolly».
За п'ятої версії це назва походить від імені короля Рожера II Сицилійського (22 грудня 1095 — 26 лютого 1154), який прославився численними перемогами на суші і на морі. Прапор Рожера II Сицилійського являв собою зображення двох схрещених кісток на червоному тлі.
У різних піратів були свої «Веселий Роджер», хоча найчастіше пірати просто піднімали прапори тих країн, яким симпатизували або наявність яких було доречно в даній ситуації. Наприклад, атакуючи «іспанця» пірати могли підняти морський прапор Англії, а щоб ухилитися від допитливих англійських бойових судів можна було підняти прапор Нідерландів (Голландія, на відміну від Іспанії тих років, не воювала з Англією).

## Приклади

Прапор Каліко Джека
Прапор Еммануеля Вінна
Прапор Едварда Тіча
Прапор Генрі Еврі
Прапор Томаса Тью
Прапор Стіда Боннета
Прапор Едварда Інгленда
Прапор Кристофера Муді
Прапор Бартоломью Робертса